# Frank Ocean
Frank Ocean (nato Christopher Edwin Breaux; Long Beach, 28 ottobre 1987) è un cantautore e rapper statunitense.
Ocean ha iniziato la propria carriera come scrittore fantasma per artisti del calibro di Justin Bieber e John Legend, prima di unirsi al collettivo hip hop Odd Future con cui ha esordito come cantautore. Nel febbraio 2011 ha pubblicato il suo mixtape di debutto, Nostalgia, Ultra, dal quale sono stati estratti e pubblicati i singoli Novacane e Swim Good. Il progetto ha catturato l'interesse dei rapper Kanye West e Jay-Z, con cui ha collaborato a due tracce del loro album Watch the Throne, tra cui il singolo No Church in the Wild.
Nel 2012 ha pubblicato il suo album in studio di debutto, Channel Orange, che con i singoli di successo Thinkin Bout You, Pyramids e Lost ha ottenuto immediati riscontri da parte di critica e pubblico ed è stato premiato con un Grammy Award come miglior album R&B progressivo. Ad esso ha fatto seguito il parimenti acclamato Blonde, auto-pubblicato dopo quattro anni di assenza dalla scena musicale in seguito alla terminazione del contratto con la Def Jam Recordings attraverso la pubblicazione del visual album Endless. Entrambi i progetti, acclamati per i testi introspettivi e lo stile innovativo, sono stati inseriti nella lista dei 500 migliori album di tutti i tempi stilata da Rolling Stone nel 2020.

## Biografia
Frank Ocean è nato il 28 ottobre 1987 a Long Beach, in California. All'età di cinque anni si trasferì con la famiglia a New Orleans, in Louisiana. Una volta conseguito il diploma nel 2005, Ocean si iscrisse alla University of New Orleans per studiare inglese; tuttavia, lo scoppio dell'uragano Katrina che colpì la città di New Orleans nell'agosto 2005 ne provocò il trasferimento alla University of Louisiana at Lafayette. Ha abbandonato gli studi poco tempo dopo con l'intento di concentrarsi sulla musica.
Il 3 agosto 2020 il fratello minore Ryan Breaux è rimasto ucciso in un incidente stradale all'età di diciott'anni.

## Carriera musicale

### 2005-2010: esordi
Nel 2006, Ocean si trasferì a Los Angeles per perseguire una carriera discografica, per cui iniziò a lavorare con il duo di produttori The MIDI Mafia. Inoltre, entrò nel collettivo hip hop di Los Angeles Odd Future, che conobbe grazie ai suoi amici, alla fine del 2009. Sempre alla fine del 2009, incontrò Tricky Stewart, che lo aiutò a firmare un contratto con la Def Jam Recordings come artista solista, anche se, inizialmente, fosse incapace di instaurare un rapporto con l'etichetta.

### 2011-2013:Nostalgia,UltraeChannel Orange

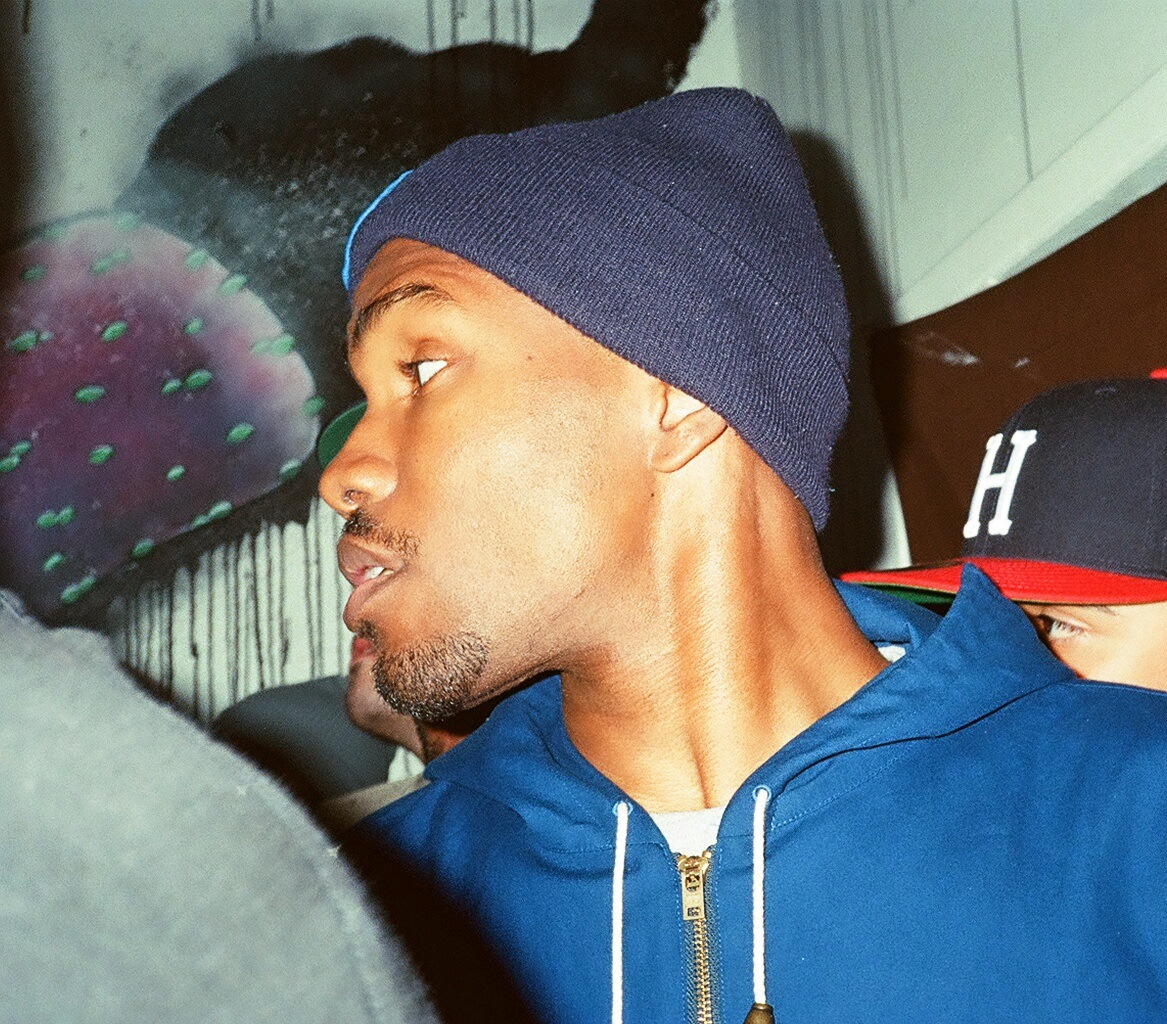
Frank Ocean a Los Angeles nel 2011

Ocean ha scritto canzoni per Justin Bieber, John Legend, Brandy e Beyoncé. Ha inoltre lavorato con Nas (nel decimo album in studio dell'artista era prevista la sua collaborazione insieme ai suoi compagni dell'Odd Future Tyler, the Creator e Hodgy Beats) e Pharrell Williams. Il 18 febbraio 2011, Ocean pubblicò il suo primo mixtape, Nostalgia, Ultra, acclamato dalla critica. La sua musica si concentrò principalmente sulle relazioni interpersonali, sulla riflessione personale e sulla critica sociale. Andrew Noz della NPR definì la composizione dell'artista «intelligente e sottile», mentre Jonah Weiner del Rolling Stone etichettò Ocean come «un talento dell'avanguardia-R&B». In un'intervista dell'aprile 2011, Ocean dichiarò che il suo rapporto con la Def Jam si rafforzò in seguito alla pubblicazione del mixtape.
Ocean apparve nel video musicale di Tyler, the Creator per il singolo She, estratto dal secondo album in studio di Tyler, Goblin. Ocean si esibì per la prima volta con gli Odd Future al Coachella Music & Arts Festival nell'aprile 2011, mentre andò per la prima volta in tour con loro dal 12 maggio al 19 maggio 2011, lungo tutta la costa orientale degli Stati Uniti. Il 19 maggio 2011 l'etichetta di Ocean, la Def Jam annunciò la propria intenzione di ri-stampare Nostalgia, Ultra in formato EP. Il singolo Novacane fu pubblicato su iTunes il 31 maggio 2011, e la pubblicazione dell'EP venne fissata al 26 luglio 2011, ma attraverso il proprio profilo Tumblr il 24 luglio il cantante dichiarò che non sarebbe più stato ripubblicato in quella data. Nel giugno 2011, Ocean rivelò attraverso il proprio account Tumblr che avrebbe lavorato al prossimo album collaborativo di Kanye West e Jay-Z, Watch the Throne. Nello specifico, Ocean partecipò come coautore ed artista partecipante nelle tracce No Church in the Wild e Made in America.
Il 28 luglio 2011, una canzone dal titolo Thinkin Bout You scritta dal cantante trapelò sulla rete sociale. In seguito si scoprì che la canzone era stata concepita come una demo scritta per Bridget Kelly della Roc Nation e destinata al suo album di debutto. Kelly eseguì una versione acustica della canzone rinominandola Thinking About Forever. Tuttavia, il 15 settembre 2011, un video musicale diretto da High5Collective per la versione di Ocean fu pubblicato, anche se il brano apparve nell'EP di debutto di Bridget Kelly, Every Girl. L'8 marzo 2012, una nuova versione rimasterizzata di Thinkin Bout You eseguita dal cantante venne diffusa, ma questa volta si trattava della versione che poi sarebbe diventata singolo. Il 5 aprile, Ocean pubblicò la copertina di Thinkin Bout You, rivelando che la canzone sarebbe stata venduta nei rivenditori digitali il 10 aprile. A proposito dell'album di imminente pubblicazione disse:
Nel marzo del 2012, il gruppo musicale dei Coldplay confermò la presenza di Ocean in qualità di artista d'apertura per una serie di concerti del loro tour europeo tra luglio e agosto 2012. L'8 giugno 2012, la traccia Pyramids è stato resa disponibile per il download digitale attraverso il blog di Ocean. Il brano anticipò l'uscita del suo primo album in studio, Channel Orange. Composto da 17 tracce, l'album è stato accolto con ampi consensi da parte della critica specializzata, venendo premiato con il Grammy Award al miglior album R&B progressivo e incluso nella lista relativa ai cinquecento migliori album redatta da Rolling Stone. L'acclamazione critica è stata accompagnata da un buon riscontro commerciale, debuttando al secondo posto della classifica statunitense e venendo certificato disco d'oro dalla Recording Industry Association of America per le 500 000 unità vendute.

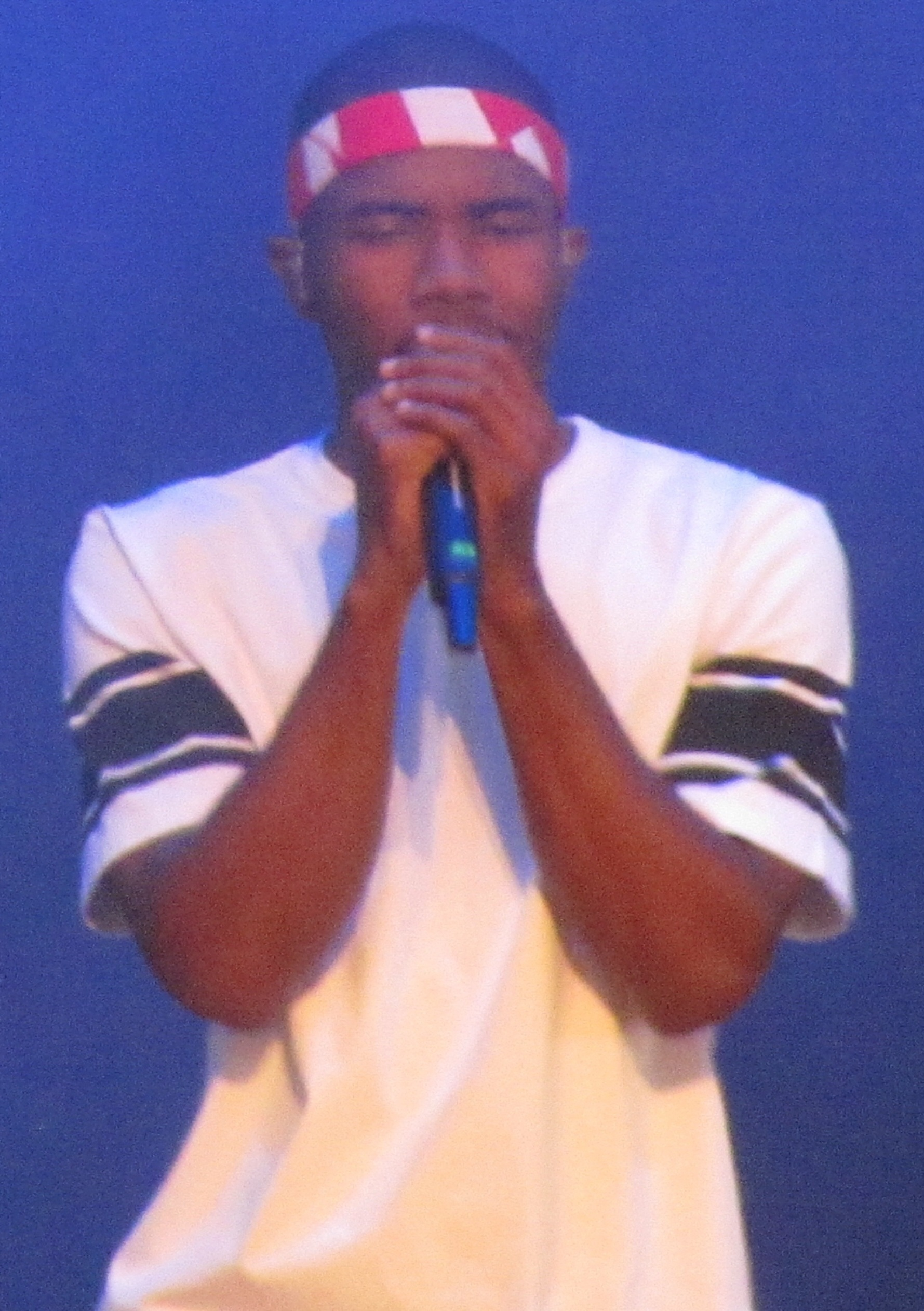
Frank Ocean nel 2013

Nel 2013 intraprende il You're Not Dead... 2013 Tour con date in Canada ed Europa, a cui si sarebbe dovuta aggiungere la partecipazione all'OVO Fest nell'agosto 2013. Quest'ultima esibizione venne tuttavia cancellata a causa di un problema alle corde vocali da parte di Ocean, che è stato sostituito da James Blake. Sempre nel 2013 appare vocalmente nell'album Paradise Valley di John Mayer, contribuendo alla traccia Wildfire.

### 2013-2016:Blonde
I primi dettagli circa il secondo album di inediti di Ocean risalgono al 2013, quando l'artista confermò che si sarebbe trattato di un altro concept album come il predecessore Channel Orange. La prima pubblicazione, il brano Hero, è avvenuta tramite la piattaforma di download musicale gratuito SoundCloud ed è stata impiegata in una campagna pubblicitaria da parte del marchio Converse. Nel 2016 torna a collaborare con Kanye West al brano Wolves, contenuto nell'album The Life of Pablo e contenente vocali non accreditati dei musicisti Sia e Vic Mensa. Un mese dopo la pubblicazione di The Life of Pablo, la parte eseguita da Ocean è stata scorporata da Wolves è collocata all'interno di una traccia inedita intitolata Frank's Track.
Il 19 agosto 2016 è stato diffuso sulla piattaforma Apple Music il visual album Endless. L'uscita di Endless ha permesso al cantate di concludere l'impegno contrattuale stipolato con la sua precedente etichetta discografica, la Def Jam, e poter così pubblicare indipendentemente il secondo album in studio Blonde. Nonostante le posticipazioni negli anni e la pubblicazione avvenuta a sorpresa il 20 agosto, Blonde, che è stato diffuso in concomitanza con il singolo Nikes, ha debuttato al primo posto della Billboard 200 ed ottenuto successo anche a livello internazionale. Blonde si è anche assicurato un responso positivo da parte della critica specializzata; la rivista Time lo ha definito il migliore album del 2016.
Frank Ocean ha deciso di non sottoporre il progetto alla considerazione della National Academy of Recording Arts and Sciences, evitando la possibilità di essere candidato ai Grammy Awards; ha motivato in tal modo la sua scelta: «questa istituzione ha certamente un'importanza nostalgica, ma non sembra rappresentare molto bene le persone che provengono da dove vengo io e che occupano le posizioni che occupo io».

### 2017-presente: attività radiofonica e ritorno alle esibizioni
Il 23 febbraio 2017 collabora con Calvin Harris e il gruppo dei Migos al singolo Slide, primo estratto dall'album di Harris Funk Wav Bounces Vol. 1. Il brano è stato trasmesso in anteprima durante l'episodio inaugurale del programma radiofonico condotto da Ocean per Apple Music 1, Blonded Radio. Sempre nello stesso anno, Ocean pubblica gli inediti Chanel, Biking, Lens e Provider. Ha anche contribuito vocalmente al singolo apri-pista Raf, estratto dall'album di ASAP Mob Cozy Tapes Vol. 2: Too Cozy.
Il 14 febbraio 2018, in occasione di San Valentino, pubblica sulle piattaforme di musica digitale e streaming la propria versione di Moon River, classico interpretato originariamente da Audrey Hepburn nel film Colazione da Tiffany e vincitore dell'Oscar per la migliore canzone nell'edizione 1962. Nello stesso anno prende parte in qualità di artista ospite degli album di ASAP Rocky Testing e Travis Scott Astroworld, rispettivamente nelle tracce Purity e Carousel. Ocean ha avviato una causa legale nei confronti di Scott in seguito alla pubblicazione del brano musicale, citando come causa il disappunto del cantante rispetto all'alterazione del suo contributo vocale. Ocean ha successivamente confermato che le motivazioni dietro la disputa fossero di tipo sociale e non musicale e di aver risolto con Scott privatamente.
Il 29 ottobre 2019 pubblica il singolo inedito DHL, presentato in anteprima ai microfoni di Blonded Radio su Apple Music 1. Ad esso ha fatto seguito In My Room, messo in commercio il successivo 2 novembre. In My Room è stato premiato con il disco d'argento in Regno Unito per aver superato la soglia delle 200 000 copie vendute.
Dopo la cancellazione dell'edizione 2020 del Coachella Festival come conseguenza dello scoppio della pandemia di COVID-19, festival in cui Ocean avrebbe dovuto esibirsi, egli pubblica il doppio singolo in vinile Dear April/Cayendo. Alcuni problemi nella spedizione dei vinili hanno portato il cantante a pubblicare entrambi i singoli digitalmente e nelle piattaforme streaming il 3 aprile successivo.
Il 25 dicembre 2021, durante l'episodio natalizio di Blonded Radio, Ocean ha presentato per l'ascolto un brano inedito della durata di 9 minuti, intitolato Come On World, You Can't Go! e con il contributo musicale di Cory Henry.
Nel gennaio 2023 viene confermata la partecipazione dell'artista all'annuale Coachella Festival in qualità di artista principale, notizia che era già stata confermata dagli organizzatori in seguito all'annullamento dell'edizione 2020. Prima esibizione dal vivo del cantante in quasi sei anni, dopo il Flow Festival 2017 di Helsinki, non è stata trasmessa in diretta streaming su YouTube, a differenza di quanto accade di consueto con le performance del festival. Attraverso un comunicato stampa, viene confermato che il cantante non avrebbe preso parte al secondo weekend del festival a causa di un infortunio alla gamba che aveva già condizionato la prima esibizione.

## Stile musicale
La critica specializzata ha catalogato lo stile musicale espresso da Ocean come idiosincratico. Tendenzialmente l'artista ricorre all'uso della tastiera elettronica, spesso da lui suonata  e sostenuta da una sezione ritmica sommessa nella produzione. Le sue composizioni sono prettamente mid-tempo, ricorrendo a melodie ricercate e tendenti allo sperimentalismo nella loro strutturazione. È stato etichettato come un avanguardistico artista R&B e soul progressivo. Steven Hyden lo ha definito «un introspettivo autore di ballate soul psichedelico».
Jon Pareles del The New York Times riconosce una risonanza «nell'R&B innovativo e auto-guidato tipica di altri musicisti come Prince, Stevie Wonder, Marvin Gaye, Maxwell, Erykah Badu e soprattutto R. Kelly nel modo asimmetrico e sincopato di scrivere melodie che spaziano fra il discorso parlato e la canzone». Jody Rosen di Rolling Stone lo definisce un interprete della canzone torch per via della «sua propensione alla tragedia romantica, dispiegata in ballate lente». Secondo Chris Richards del Washington Post Ocean mantiene un «profilo basso» quando si esibisce dal vivo. Sebbene Nostalgia, Ultra contenga sia musiche originali che campionamenti, Channel Orange ha messo in evidenza la vena autorale di Ocean, rispetto alla quale il giornalista Robert Christgau ha affermato che «quando è l'unico compositore, Ocean resiste a dare spettacolo: resiste al gancio, al tempo intelligente e allo stesso falsetto trascendente».
Nei suoi testi Ocean esplora i temi correlati all'amore, al dispiacere e alla nostalgia. Il suo singolo d'esordio Novacane giustappone l'insensibilità e l'artificiosità di una relazione sessuale a quella della radio mainstream, mentre Voodoo fonde i temi della spiritualità e della sessualità ed è un'interpretazione eccentrica di questo argomento, comune nell'R&B. Secondo Corbon Goble di Stereogum, lo stato d'animo di Voodoo è indicativo delle «tendenze liriche depressive e a volte vuote» del cantante. mentre Tirhakah Love di MTV News ritiene che «canzoni di questo tipo sono tra le più caratteristiche di Ocean per il modo in cui trasfigurano il significato della memoria a breve e a lungo termine e interrompono il flusso del tempo lineare spingendoci a tuffarci in profondità nei nostri ricordi e a sentire qualcosa di indelebilmente reale». Alcuni brani in Channel Orange alludono a esperienze autobiografiche di amore non corrisposto.

## Altre attività

### Moda

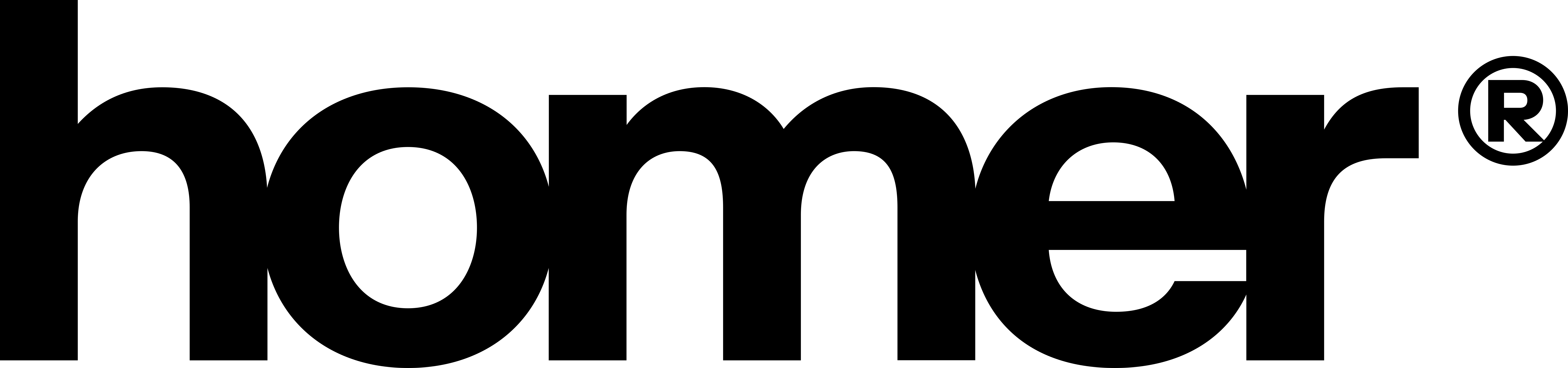
Logo di Homer, il brand lanciato da Ocean

Nell'agosto 2021 ha lanciato il suo brand indipendente Homer con sede a New York City. Si tratta di un marchio di lusso concentrato principalmente su gioielli come ciondoli, anelli, collane, orecchini diamantati, bracciali in argento riciclato e oro 18 carati, tutti prodotti artigianalmente in Italia. I prodotti sono contraddistinti da forme giocose e colori vivaci. Nel settembre 2021, Homer e la maison di lusso italiana Prada hanno lavorato a una collezione limitata di abbigliamento e accessori firmati, tra cui una giacca a vento, un marsupio e uno zaino, tutti caratterizzati dalla combinazione di colori distintiva del marchio. Il 20 dicembre 2021 ha annunciato l'arrivo dell'e-commerce per acquistare i prodotti del marchio, che fino ad allora erano acquistabili solo nel negozio fisico di Manhattan.

### Fotografia
Il 20 agosto 2016, Ocean ha pubblicato la sua rivista da 360 pagine, Boys Don't Cry, associata all'album Blonde, a tema moda, musica e automobili. Boys Don't Cry è stata realizzata in collaborazione con grandi nomi dell'arte e della fotografia come Wolfgang Tillmans, Viviane Sassen, Tom Sachs, Tyrone Lebon, Ren Hang, Harley Weir e Michael Mayren, nonché i rapper Kanye West, ASAP Rocky e Tyler, the Creator, con cui Ocean aveva già collaborato nel campo della musica.
Il 1º maggio 2017, Ocean ha partecipato al Met Gala come fotografo per la nota rivista statunitense Vogue.
Il 23 ottobre 2017 ha realizzato due copertine, un portfolio di 32 pagine e un saggio visivo per la rivista di moda britannica i-D. In seguito, Ocean è apparso sulla copertina di altre riviste di spessore come GQ, Dazed e W.
Nell’ottobre 2022, come parte della sua nuova collezione Sphere, Homer ha pubblicato il libro XXXL: When A Dog Comes To Stay, composto da 14 poster scattati da Ocean. Il 1º giugno 2023 è stato pubblicato sul sito di Homer il libro Mutations, composto da fotografie scattate da Ocean raffiguranti amici dell’artista che indossano pezzi del brand.

### Radio
Il 24 febbraio 2017, è andato in onda il primo episodio del suo programma radiofonico Blonded Radio sull'emittente Apple Music 1. Nel primo episodio ha presentato la nuova canzone del DJ Calvin Harris Slide, in cui era presente come featuring insieme ai rapper Offset e Quavo del trio Migos, ed ha intervistato il rapper Jay-Z. Tra febbraio 2017 e luglio 2022 si contano diciotto episodi, nella maggior parte dei quali presenta un suo nuovo singolo o featuring.
Il 12 dicembre 2017, è stata aggiunta nel videogioco Grand Theft Auto V una stazione radio fittizia basata su Blonded Radio chiamata Blonded Los Santos 97.8 FM e condotta da Ocean stesso. Oltre che cantare i jingle della stazione radio, Ocean ha anche autorizzato Rockstar Games alla riproduzione dei suoi brani Ivy, Nights, Chanel, Provider, Crack Rock e Pretty Sweet nel gioco.
Il 28 ottobre 2022, in occasione del suo trentacinquesimo compleanno, Ocean ha pubblicato il primo episodio del suo nuovo programma radiofonico Homer Radio su Apple Music 1. Ogni giovedì alle 22:00 EST, l'artista trasmette quella che ha definito «una colonna sonora da ufficio».

### Cinema
Nel giugno 2022, è stato annunciato che Ocean era in trattative per dirigere il suo primo lungometraggio, con la produzione di A24. L'artista era già entrato in contatto con la casa cinematografica autorizzando l'utilizzo delle sue canzoni Godspeed e Seigfried nel film Waves - Le onde della vita.

## Vita privata
Frank Ocean è stato uno dei primi artisti di genere hip-hop ed R&B ad aver fatto coming out e ad aver annunciato pubblicamente di avere una relazione omosessuale.
Nel 2015 ha legalmente cambiato il suo nome da Christopher Edwin Breaux a Frank Ocean. Il cantante aveva precedentemente tentato di farlo al compimento del ventitreesimo compleanno.

## Discografia
- 2012 – Channel Orange
- 2016 – Blonde